# Sébastien Pourcel
Sébastien Pourcel (Martigues, 11 febbraio 1985) è un pilota motociclistico francese ritiratosi dall'attività agonistica, specialista di motocross.

## Carriera
Pourcel ha iniziato a gareggiare nel campionato del mondo di motocross nel 2002 nella classe MX2. Nel 2007, è passato nella classe regina, la MX1 chiudendo la stagione con un ottimo quarto posto.
Per la stagione successiva ha poi raggiunto il fratello Christophe, anch'esso pilota, al Team GPKR (fondato dal padre Roger e da Patrick Gelade) per guidare una Kawasaki ufficiale. Al termine dell'anno si è classificato al 7º posto in classifica generale, a cui bisogna aggiungere la vittoria nella gara singola MX1 del Motocross delle Nazioni. Risultato peggiore l'anno successivo con un 30º posto finale.
Anche per il 2010 ha fatto parte della squadra ufficiale della Kawasaki; continua a gareggiare fino al 2014.